# Trieces wascia
Trieces wascia är en stekelart som beskrevs av Ian D. Gauld och Sithole 2002. Trieces wascia ingår i släktet Trieces och familjen brokparasitsteklar. Inga underarter finns listade i Catalogue of Life.